# 牛轭礁
牛轭礁（直译：「惠特森礁」；越南语：／，直譯：「三头礁」，直译：「扶連•菲利帛礁」），位于南沙群岛九章群礁东北端，为环礁中最大的礁盘，退潮时出露，形状如回旋镖。1983年中國方面公布名称为「牛轭礁」，中国渔民向称“牛轭”，因状如牛轭，故名。目前中華民國、中華人民共和國、菲律宾、越南皆声称对牛轭礁拥有主权。中华人民共和国南沙群岛守備部隊对其进行定期巡逻及監控。

## 地形
牛轭礁呈V形，面积约10平方公里。至少在1990年代之前，大部分时间都被淹没，只有在退潮时才能在水面上看到；在其他时候，由于破浪波有模式可循，也可以发现牛轭礁。20世纪末，牛轭礁上形成了小沙丘，使领土主张成为可能。国际法院2012年的一项判决指出，“低潮高地不能被侵占”，而沙丘可能是自然形成的，但也有可能是越南或中国建设的。

## 主权争议
1988年南海局勢緊張時，中國方面一度派兵駐守牛轭礁以護衛永暑礁。但截至2016年，该岛礁仍是无人礁。不过，由于该岛礁的战略重要性，鄭州大學法學博士阿西夫·汉（Asif Khan）预计该岛礁将“很快”被占领。
2021年3月21日，约有220艘中国渔船停泊在该礁石上，根据中华人民共和国外交部发言人在2021年4月1日例行记者会上的答复，“中国渔船在该礁附近海域避风，完全是正常之举。”菲律宾认为该礁是其专属经济区和大陆架的一部分，并对中国船只的出现提出抗议。菲律賓總統杜特蒂的法律顧問帕內若（Salvador Panelo）在2021年4月5日發布聲明表示，中國船隻長期出現在菲律賓專屬經濟海域，為雙邊關係帶來不必要的緊張，「可能引發兩國都不願發生的擦槍走火」。他也指責中國違反國際法並侵犯菲律賓的主權。
2023年12月3日，菲律宾海岸警卫队表示，超过135艘中国船只分散在牛轭礁附近。而此前11月13日時就有111艘中国海上民兵船分散在这一海域。菲律宾海岸警卫队表示已在南海部署了两艘海警船。中国外交部发言人对此回应称，中国渔船在该海域作业合法，菲律宾官方不应说三道四。
2025年4月25日，中國發佈《鐵線礁、牛軛礁珊瑚礁生態系統調查報告》，表明牛轭礁沙洲属于自然形成，反駁菲律宾对于中國在當地填海造陸的指控。